# Ole Søren Harck
Ole Søren Harck (* 7. Mai 1940 in Flensburg) ist ein deutscher Prähistoriker und ehemaliger Hochschullehrer dänischer Nationalität.

## Leben
Nach dem Abitur an der dänischen Duborg-Skolen (Flensburg) studierte Ole Søren Harck Ur- und Frühgeschichte an der Christian-Albrechts-Universität zu Kiel und der Ludwig-Maximilians-Universität München und promovierte in Kiel  1969. Seit 1966 arbeitete er als wissenschaftlicher Mitarbeiter am dortigen Institut für Ur- und Frühgeschichte. Im Jahre 1971 wurde er Akademischer Rat, 1975 Akademischer Oberrat und 1978 Akademischer Direktor. Er habilitierte 1987 und war bis zu seinem Eintritt in den Ruhestand als außerplanmäßiger Professor tätig.
Schwerpunkte seiner Forschungen sind die Vor- und Frühgeschichte Norddeutschlands, Dänemarks und Südskandinaviens sowie die Sakralarchäologie des Judentums und Christentums.
Im Jahre 1986 wurde ihm das Bundesverdienstkreuz am Bande verliehen. 

## Schriften (Auswahl)
- Nordostniedersachsen vom Beginn der jüngeren Bronzezeit bis zum frühen Mittelalter (= Materialhefte zur Ur- und Frühgeschichte Niedersachsens, Bd. 7). Lax, Hildesheim 1972/1973 (Dissertation Universität Tübingen).
- Das Gräberfeld auf dem Heidberg bei Billerbeck, Kr. Lüchow-Dannenberg (= Materialhefte zur Ur- und Frühgeschichte Niedersachsens, Bd. 13). Lax, Hildesheim 1978, ISBN 3-7848-1513-8.
- Die Ausgrabungen in den Römerzeitlichen Erdwerken Archsumburg, Tinnumburg und Traelbanken an der Westküste Schleswigs (= Römisch-Germanische Forschungen, Bd. 50). Zabern, Mainz 1990, ISBN 3-8053-1150-8.
- (zus. mit Hildegard Harck): Jüdische Vergangenheit – jüdische Zukunft (= Gegenwartsfragen, Bd. 80). Landeszentrale für Politische Bildung Schleswig-Holstein. Kiel 1998, ISBN 3-88312-014-6.
- (Mit-Hrsg.): Zwischen Reric und Bornhöved. Die Beziehungen zwischen den Dänen und ihren slawischen Nachbarn vom 9. bis ins 13. Jahrhundert (= Forschungen zur Geschichte und Kultur des östlichen Mitteleuropa, Bd. 11). Steiner, Stuttgart 2001, ISBN 3-515-07671-9.
- Die mittelalterliche Synagoge in Marburg. Zur Tradition und archäologischen Überlieferung des frühen Judentums in Mitteleuropa (= Marburger Reihe, Bd. 20). Trautvetter und Fischer, Marburg/Lahn 2002, ISBN 3-87822-116-9.
- (Mitarb.): Unser Sztyme. Jiddische Quellen zur Geschichte der jüdischen Gemeinden in der Britischen Zone 1945–1947. Kiel 2004, ISBN 978-3-00-015145-3
- Archäologische Studien zum Judentum in der europäischen Antike und dem zentraleuropäischen Mittelalter (= Schriftenreihe der Bet-Tfila-Forschungsstelle für Jüdische Architektur in Europa, Bd. 7). Imhof, Petersberg 2014, ISBN 978-3-7319-0078-8.

Außerdem zahlreiche Aufsätze in Fachzeitschriften.
Festschrift
- Michael Müller-Wille (Hrsg.): Festschrift für Ole Harck zum 60. Geburtstag (= Offa, N.F., Bd. 56). Wachholtz, Neumünster 2000, ISBN 3-529-01256-4.